# Tegelland
Tegelland ist ein Ortsteil (Bauerschaft) von Rodenkirchen, in der Gemeinde Stadland im Landkreis Wesermarsch.

## Geschichte
Tegelland hatte zunächst den Namen „Neubaugelände Ost“, die ersten Siedler zogen 1959 im Rahmen des „Barackenräumprogrammes“ dorthin, es sollte den Bedarf an dringend benötigten Wohnraum erfüllen. Am 18. August 1962 wurde die Umbenennung in Tegelland in der Nordwestzeitung verkündet. Im Jahr 1963 taucht das Gebiet im Ortschaftsverzeichnis auf, mit der Angabe es sei ein „neuer Wohnplatz“. Es gibt unsichere Überlieferungen die behaupten in Tegelland habe sich ein Tonabbaugebiet für eine Ziegelei befunden. Zumindest die Ziegelei ist durch die Preußische Landesaufnahme von 1900 belegt, für den Standort auf dem Gebiet zwischen Lange Straße, Hermann-Lons-Weg, Friedrich-Ebert-Straße und Berliner Platz.

## Demographie
| Jahr | Einwohner |
| ---- | --------- |
| 1961 | 295       |